# Miss Espírito Santo 2010
Miss Espírito Santo 2010 foi a 53ª edição do tradicional concurso de beleza feminino de Miss Espírito Santo, realizado anualmente. Esta edição enviou a melhor capixaba em busca do título de Miss Brasil 2010, único caminho para o Miss Universo. O evento contou com a presença de dezoito candidatas de diversos municípios do estado, sendo treze selecionadas por seletiva e cinco eleitas por concurso municipal. O certame coordenado pelo empresário Wildson Pina contou também com a Miss Brasil 2009, a potiguar Larissa Costa. Bianca Lopes Gava, a vencedora do concurso estadual do ano passado coroou sua sucessora ao título no final da competição, que este ano se realizou no Clube Ítalo Brasileiro, na capital.

## Resultados

### Colocações
| Posição                 | Município e Candidata |
| ----------------------- | --- |
| Vencedora               | Vitória - Francienne Pavesi |
| 2º. Lugar               | Aracruz - Marceli Mantovani |
| 3º. Lugar               | Alfredo Chaves - Bárbara Dona |
| 4º. Lugar               | Guarapari - Mayara Melo |
| 5º. Lugar               | Marataízes - Marciane Calabrez |
| (TOP 10) Semifinalistas | Cachoeiro de Itapemirim - Rayanne Louzada Castelo - Aline Andrião Marechal Floriano - Luíza Siller Venda Nova do Imigrante - Sabrina Lorenzoni Vila Velha - Fernanda Pessan |

### Prêmios Especiais

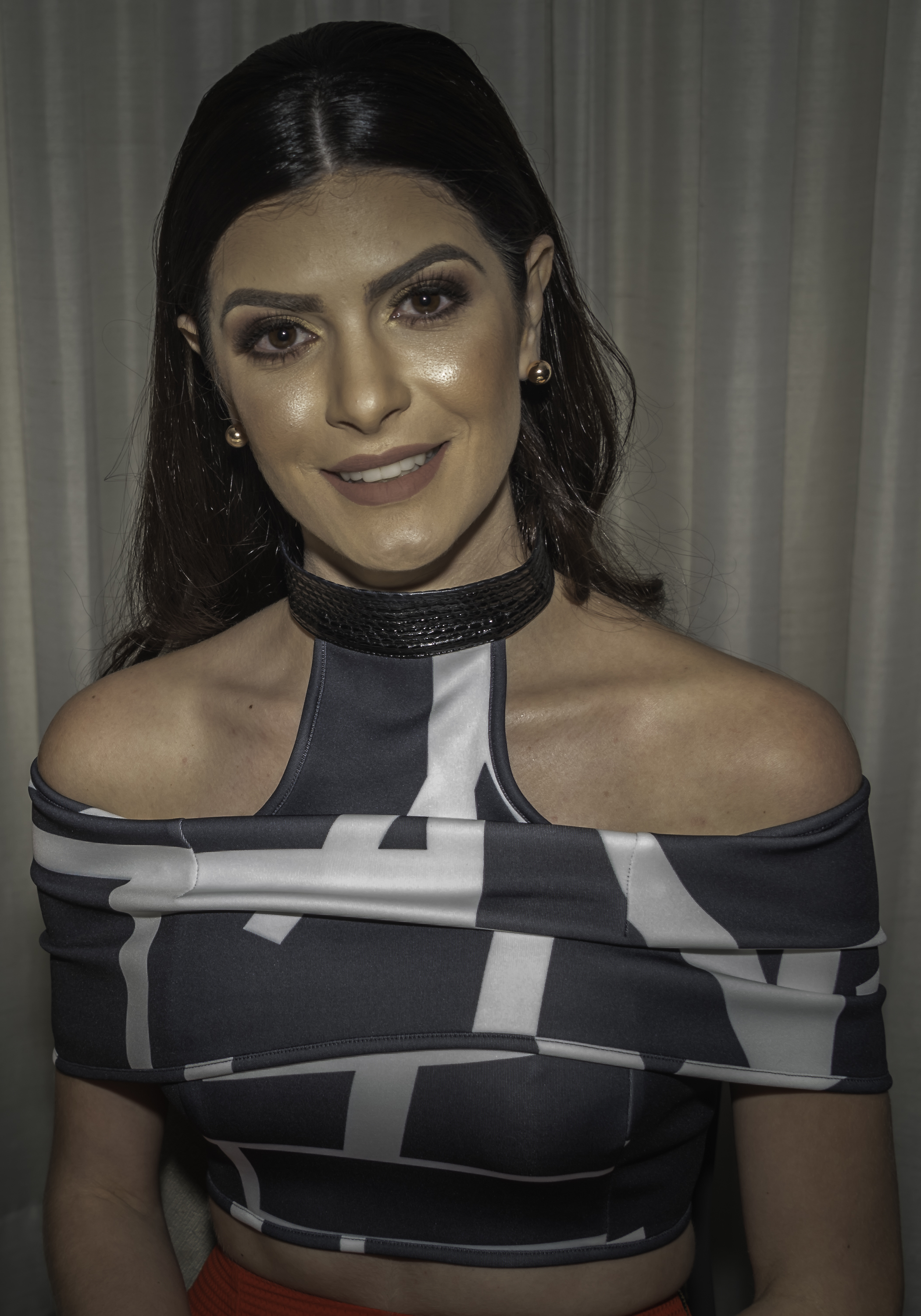
A Miss Simpatia, Nabila Furtado

- O concurso distribuiu os seguintes prêmios este ano:[3]

| Prêmio         | Candidata                      |
| -------------- | ------------------------------ |
| Miss Simpatia  | Cariacica - Nabila Furtado     |
| Miss Fotogenia | Marataízes - Marciane Calabrez |
| Miss Online    | Guarapari - Mayara Melo        |

### Ordem dos Anúncios
| 1. Guarapari 2. Castelo 3. Cachoeiro de Itapemirim 4. Marataízes 5. Venda Nova do Imigrante 6. Vila Velha 7. Marechal Floriano 8. Alfredo Chaves 9. Vitória 10. Aracruz | 1. Vitória 2. Guarapari 3. Alfredo Chaves 4. Aracruz 5. Marataízes |  |  |

## Candidatas
As candidatas deste ano:
| - Afonso Cláudio - Bárbara Passos - Alfredo Chaves - Bárbara Dona - Aracruz - Marceli Mantovani - Cachoeiro de Itapemirim - Rayanne Louzada - Cariacica - Nabila Furtado - Castelo - Aline Andrião | - Colatina - Mayara Prando - Conceição da Barra - Mariany Mota - Domingos Martins - Luciene Marques - Guarapari - Mayara Netto - Serra - Hairan Zuchelli - Marataízes - Marciane Calabrez | - Marechal Floriano - Luíza Helena Siller - Santa Maria de Jetibá - Yara Krause - São Mateus - Laís Conde Mesquita - Venda Nova do Imigrante - Sabrina Lorenzoni - Vila Velha - Fernanda Pessan - Vitória - Francienne Pavesi |